# Calle Galván
La Calle Galván es una de las principales calles de los barrios de Saavedra y Villa Urquiza de la Ciudad de Buenos Aires, Argentina.
La Calle Galván es muchas veces conocida como "Avenida Galván", cosa que es incorrecta ya que no es lo suficientemente ancha para ser una avenida.

## Características
La calle bordea o tiene cercanía con grandes parques, Parque Sarmiento, y la zona de la Plaza 1 de marzo de 1948, plaza principal del barrio Barrio Presidente Roque Sáenz Peña, barrio no oficial, dentro del barrio de Saavedra.
La Calle Galván posee muy poco comercio en todo su recorrido es sobre todo una calle residencial con muchas casas y edificios bajos.

## Recorrido
La calle tiene un trazado que comienza como una diagonal que nace en la Avenida Álvarez Thomas en el barrio de Villa Urquiza y se interna en dicho barrio, luego bordea el Barrio "no oficial" Presidente Roque Sáenz Peña (que es una zona del Barrio de Saavedra), terminando su recorrido en la intersección con la Avenida Ruiz Huidobro y la Avenida Ricardo Balbín, en la esquina del Parque Sarmiento.
La calle es una arteria de tráfico que hasta hace poco tiempo permitía la rápida circulación en todo su recorrido, hecho que se ve actualmente sustancialmente modificado debido al angostamiento efectuado desde su intersección con la calle Crisólogo Larralde hasta su terminación, intersección con la Av. Ruiz Huidobro.
Además, desde la Av. Congreso hasta Crisólogo Larralde se están construyendo una especie de dársenas que complican la circulación. Esto se ve paliado con el desvío del tránsito de vehículos pesados hacia el este, por Av Congreso.

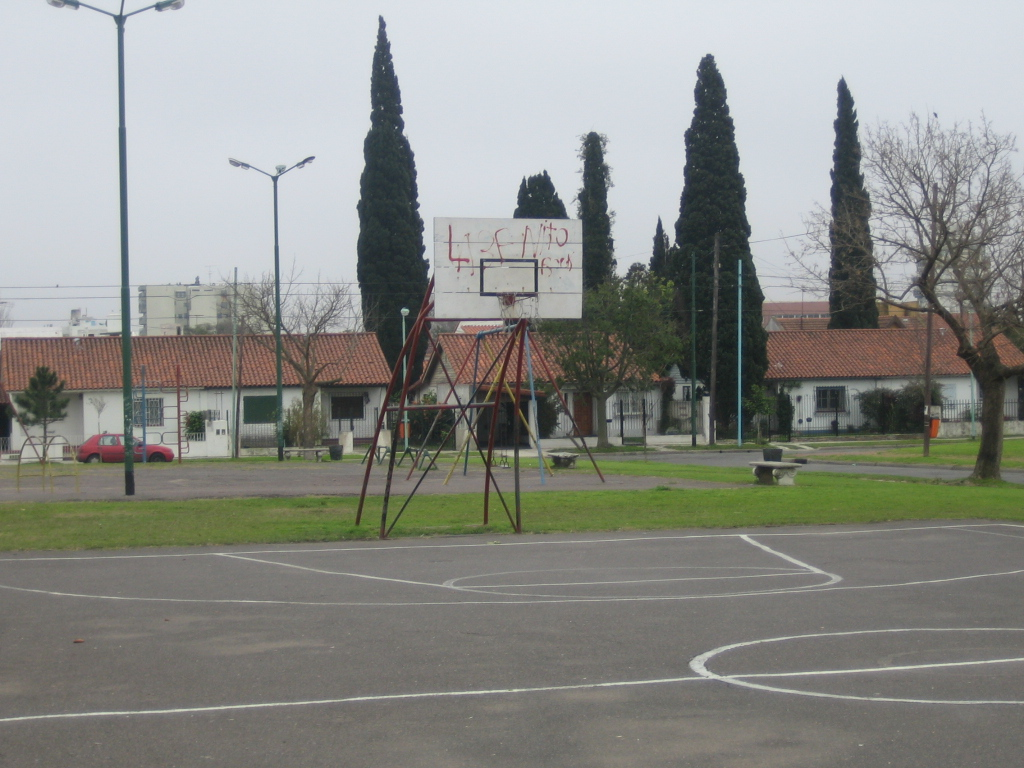
Plaza de Valdenegro, perteneciente al barrio Presidente Roque Sáenz Peña. Esta plaza se encuentra al costado de la calle Galván.

## Hospital Universitario sede Saavedra
El CEMIC (Centro de Educación Médica e Investigaciones Clínicas "Norberto Quirno") es un centro de educación e investigación médica fundado en el año 1958 el cual se encuentra posee 9 centros, uno de los cuales, el Hospital Universitario se encuentra sobre la Calle Galván, más exactamente en la 4102 de la calle, muy cerca de la finalización de la misma, en la esquina con la avenida Ruiz Huidobro.

## Club Sirio Libanés
Al final de la Calle Galván, en la esquina con la Avenida Ruiz Huidobro y la Avenida Triunvirato (se cruzan 2 avenidas y una calle) se encuentra el Club Sirio Libanés, un club cultural llamado Club Sirio Libanés de Buenos Aires (anteriormente llamado "Club Honor y Patria").
La Ley 2.212 sancionada el 7 de diciembre de 2006 por la cual se cede en forma gratuita el predio ocupado al club por el transcurso de 20 años, es decir hasta el año 2026.